# Richard Whitehead
Richard Whitehead (nacido 19 de julio de 1976) es un atleta paralímpico británico.

## Biografía
Utiliza piernas protésicas, debido su doble amputación congénita a la altura de las rodillas. Obtuvo los récords mundiales para atletas con doble amputación, tanto en la maratón y como en la media maratón.
Es un exjugador de hockey y participó en el equipo nacional de hockey en los Juegos Paralímpicos de Invierno 2006 en Turín. Fue nombrado Miembro de la Orden del Imperio Británico en los honores del Año Nuevo 2013 por sus servicios al atletismo.
Igualmente fue nombrado primer patrono de Sarcoma Reino Unido, la caridad del cáncer de tejidos blandos y de hueso, el 28 de enero de 2013.
También su nombre fue agregado al Servicio de Autobuses de Transporte de la Ciudad de Nottingham "Pathfinder 100" el 18 de septiembre de 2012; el autobús vincula su pueblo natal de Lowdham con Southwell y Nottingham. 
El 21 de abril de 2013 compitió en el maratón de Londres, quedando  en la posición 23 con registro de 3:15:53. 
En 2013, lanzó su campaña de recaudación de fondos "Richard Whitehead recorre Gran Bretaña", para correr desde John O'Groats a Land's End.